# Alberto Balil Illana
Alberto Balil Illana (Barcelona, 10 de julio de 1928-Valladolid, 23 de agosto de 1989) fue un arqueólogo y catedrático universitario español, que destacó en la investigación del arte de la Antigua Roma en la península ibérica, y creó escuela en el estudio de la antigüedad clásica en España.

## Biografía
Aunque inició estudios de Medicina, pronto los abandonó por los de Filosofía y Letras (Universidad de Barcelona y Zaragoza). Licenciado en 1955, viajó a Italia, donde, al tiempo que preparaba su tesis doctoral en la Escuela Española de Historia y Arqueología en Roma, participó en diversas excavaciones con importantes arqueólogos, como Nino Lamboglia, además de tener la oportunidad de tratar y conocer, entre otros, a Ronald Syme, Giovanni Becatti o Ranuccio Bianchi Bandinelli, al que admiraba especialmente. Tras doctorarse en 1957 en la Universidad Complutense de Madrid con su tesis dirigida por Martín Almagro Basch sobre La casa romana en España, fue nombrado profesor auxiliar de la Cátedra de Arqueología Clásica en la Complutense, que ocupaba en ese momento Antonio García Bellido, pero no abandonó sus viajes por Italia. Sus primeros libros publicados al inicio de la década de 1960 ya trataban sobre la presencia de la cultura de Roma en Cataluña y la actual Comunidad Valenciana. Nueve años más tarde obtuvo por oposición plaza de profesor universitario en Santiago de Compostela y cuatro años más tarde ganó la cátedra de Arqueología, Epigrafía y Numismática de la Universidad de Valladolid, en cuya Facultad de Filosofía y letras fue decano.
Desde Compostela y Valladolid, en especial en esta última, pudo desplegar su actividad en múltiples excavaciones a lo largo de España, fue redactor e investigador de diversas publicaciones científicas, secretario del Instituto Español de Arqueología Rodrigo Caro del Consejo Superior de Investigaciones Científicas (CSIC) y presidió un tiempo el Comité Español de Tabula Imperii Romani, el proyecto de investigación internacional fundado en 1928 por Osbert Crawford que se fijó el objetivo de un mapa arqueológico del Imperio Romano y que sigue desarrollándose en Europa, África y Asia. Fue académico correspondiente de la Real Academia de la Historia y de la de Bellas Artes de San Fernando, además de miembro de la Real Academia Gallega, Sociedad Española de Estudios Clásicos y miembro de múltiples comités científicos, tanto en España, como en Portugal e Italia.

## Obras
Entre las publicaciones, destacan las fundadas por él durante el tiempo que estuvo en Santiago, Studia Archeologica y Studia Romana, que terminaron siendo editadas en Valladolid. También destacó en la redacción de artículos para enciclopedias y diccionarios generales y especializados de todo el mundo: Dizionario epigrafico di antichità romane, Enciclopedia de'll Arte Antica Clasica e Orientale, The Princeton Encyclopedia of Classical Sites y Enciclopedia Rialp, entre otros. Del conjunto de libros publicados, destacan:
- Las murallas bajoimperiales de Barcino (1961)
- Colonia Iulia Augusta Paterna Faventia Barcino (1964)
- Lucernae singulares (1968)
- Estudios sobre mosáicos romanos (1970)
- Casa y urbanismo en la España antigua (1971)
- Casa y urbanismo en la España antigua (1972)
- Historia social y económica de la España Romana, siglos I-III (1975)
- Esculturas romanas de la península ibérica (1978)
- Tesorillo de áureos romanos hallado en Barcelona (1983)
- Escultura romana de Ibiza (1985)